# Barleria athiensis
Barleria athiensis är en akantusväxtart som beskrevs av I. Darbysh.. Barleria athiensis ingår i släktet Barleria och familjen akantusväxter. Inga underarter finns listade i Catalogue of Life.